# 우리교육
우리교육은 1990년  전교조 조합원과 교사들이 참여해 월간 ≪우리교육≫을 창간하면서 설립되었다.
언론을 통한 참교육 운동을 시작했다. 1991년부터는 인간답게 살기 위한 교육을 지향하며 출판을 시작했다. 교육학서, 교육지도서, 인문 교양서를 통해 교사들의 교육 활동과 삶의 성찰에 기여해 왔으며, 청소년을 위한 교양서, 교과별 교양서 등을 만들어 민주사회를 만들어 가는 데 함께했다. 우리교육은 출판 시작과 함께 ‘학급문집 공모’, ‘청소년문학상’ 등을 제정 시상하고, 교사 아카데미를 열어 교사의 교수활동을 지원하고 창작활동에 도움이 되고자 했다. 1994년부터는 좋은 어린이 책 만들기 운동과 바른 어린이 문학을 세우는 데 뜻을 모아 ‘책동무’, ‘쑥쑥문고’, ‘힘찬문고’ 시리즈를 200여 종 발간했고, 소외된 지역에 어린이책 보내기 운동 등을 펼치고 있다. 2006년에는 평화 출판 브랜드 ‘검둥소’를 만들어 인권, 생태를 아우르는 평화를 주제로 교양서와 어린이책을 펴내고 있으며, 2010년부터는 교사를 비롯해 학부모, 시민사회가 함께 참여하는 교육 교양지 계간 ≪우리교육≫을 펴내고 있다.

추천·우수도서 및 수상도서
2003년 ≪또야 너구리가 기운 바지를 입었어요≫(KBS 프로 [TV 책을 말하다] 좋은 어린이 책) ≪수업을 왜 하지?≫(문화관광부 추천도서) ≪땅콩 선생, 드디어 인권교육하다≫(교보문고 '2003년 좋은 책105선) 2005년 ≪슬픈나막신≫, ≪몰라쟁이 엄마≫(평화방송 주최 제1회 평화독서감상문대회 우수도서) ≪행복한 실천≫ ≪받은편지함≫(한국문화예술위원회 우수문학도서) 2006년 ≪노래하며 우는 새≫ ≪그들은 꿈이 있었다≫ (간행물위원회 추천도서) ≪거대한뿌리≫ (문광부 선정 올해의 추천도서) 2007년  ≪다름이의 남다른 여행≫(한국문화예술위원회 우수문학도서) ≪주먹곰을 지켜라≫ ≪우리 마당으로 놀러와≫(환경책 큰잔치 어린이 환경도서) ≪안녕히 계세요≫(한국문화예술위원회 우수문학도서) ≪잠자리 꽁꽁≫ ≪자연 관찰 일기≫(환경부 우수환경 도서) 2008년 ≪엄마의 바다≫(어린이문화진흥회 좋은 어린이책) ≪황새≫(한국어린이도서관 협회 2008 어린이 추천도서) ≪닳지 않는 손≫(한국문화예술위원회 우수문학도서) ≪나무새≫ ≪엄마의 바다≫ ≪그리즐리를 찾아라≫ ≪교사는 어떻게 성장하는가≫ ≪자연 관찰 일기≫(문화관광체육부 우수 교양도서) 2009년 ≪해남 가는 길≫(한국문화예술위원회 우수문학도서) ≪수업 비평의 눈으로 읽다≫ ≪흰산 도로랑≫ ≪마을에서 희망을 만나다≫(문화체육관광부 선정도서) ≪참 아름다운 당신≫(간행물윤리위원회 선정도서) 2010년 ≪메이드 인 베트남≫ ≪뚱딴지가 아니다≫(간행물윤리위원회 올해의 청소년 도서) 가을분기 선정 2011년 ≪이 세상 절반은 나≫한국문화예술위원회 우수문학도서) ≪날개 달린 풍차바지≫, ≪다람쥐≫, ≪책벌레 선생님의 행복한 책 이야기≫, ≪마을 회사≫(문화체육관광부 우수교양도서) ≪우리를 잊지 마세요≫, ≪풀꽃 이야기≫, ≪마을 생태가 답이다≫, ≪벌거벗은 원숭이에서 슈퍼맨으로≫(환경책 큰잔치 선정도서) 2012년 ≪풀꽃 아저씨가 들려주는 우리 풀꽃 이야기≫, ≪마을 생태가 답이다≫(환경부 우수 환경도서) ≪세상을 바꾼 사람들≫,≪세상을 바꾼 아름다운 용기≫(올해의 청소년 도서) ≪판도라 지구 미션 11≫(우수과학도서) ≪딩덩 덩 둥덩 가야금 소리 들어 볼래?≫(문화체육관광부 우수교양도서) 2013년 ≪김금이 우리 누나≫ ≪할아버지, 나무가 아프대요≫(문학나눔 우수문학도서) ≪학교 속의 문맹자들≫(문화체육관광부 우수학술도서) ≪어린이가 지구를 구하는 50가지 방법≫(한국과학창의재단 우수과학도서) ≪삶을 일깨우는 옛이야기의 힘≫, ≪북미 도서관에 끌리다≫(문화체육관광부 우수교양도서) 2014년 ≪용수 돗자리≫, ≪호랑이 오누이 쫓아가는듸, 궁딱!≫(한국출판문화산업진흥원 우수문학도서) 2015년 ≪아름다운 삶, 아름다운 도서관≫(청소년 권장도서, 한국출판문화산업진흥원 우수문학도서) 2016년 ≪우리 신화 여행≫(청소년 권장도서) ≪내가 누구≫ (한국출판문화산업진흥원 우수문학도서) ≪비밀의 정원 우포늪≫, ≪십대 사회를 말하다≫(한국출판문화산업진흥원 우수교양도서) 2017년 ≪군함도≫한국출판문화산업진흥원 세종도서 상반기 문학나눔 선정도서) ≪뉴스사용설명서≫ ≪대한민국에서교사로산다는것≫, ≪지구를소개합니다≫(한국출판문화산업진흥원 우수교양도서) 2019년 ≪나답게 우리답게≫(올해의청소년 권장도서)

## 우리교육 문고
- 책동무         초등 저학년 대상 창작동화, 번역동화   ≪또야 너구리가 기운 바지를 입었어요≫ ≪선생님도 한번 봐봐요≫ ≪왕따 탈출 대작전≫ 등 20종
- 쑥쑥문고      초등 중학년 대상 창작동화, 번역동화, 동시집, 학급문집 글 모음 등 ≪바람도깨비≫ ≪미나마타의 붉은 바다≫ ≪몰라쟁이 엄마≫ ≪엄마 사용설명서≫ 등 85종
- 힘찬문고      초등 고학년 대상 창작동화, 번역동화, 동시집, 학급문집 글 모음 등 ≪수일이와 수일이≫ ≪받은편지함≫ ≪언니가 가출했다≫ ≪어쩌다보니 영웅≫ 등 65종
- 인물이야기   삶의 방향을 알려주는 표지판, 현대 인물 시리즈  ≪실천하는 지성인 이영희≫ ≪바보 의사 장기려≫ ≪옥수수 박사 김순권≫ ≪참 기업가 유일한≫ 등 30종
- 우리문고      중학생 대상 국내 창작 소설, 번역 소설 등  ≪슬픈나막신≫ ≪왕따 실험 생중계≫ ≪황금의 땅을 찾아서≫ ≪내 이름은 도둑≫ ≪날마다 한일전≫ 등 26종
- 나이태         중학생 대상 교양서  ≪뉴스사용설명서≫ ≪이대로 어른이 되어도 괜찮은걸까?≫ ≪여자답게? 나답게!≫ ≪청소년에게 심리학이 뭔 소용이람?≫ 등 17종

교육서
1990년 ≪가슴펴고 어깨걸고!≫로  시작해 200여 종의 교육서를 발간해, 교육 전문 출판사로서 참교육 운동의 중심 역할을 하고 있다.  ≪초등 학급경영≫ ≪빛깔있는 학급운영 중등≫ ≪교실 속 갈등 100문 101답 중등≫ ≪교실 속 딜레마 상황 100문 101답 초등≫ ≪학교 속의 문맹자들≫ ≪학교의 품격≫ ≪아이들 성장을 돕는 학급상담≫ ≪갈래별 글쓰기≫ ≪교육연극≫ ≪즐거운 수학시간 만들기≫ ≪수업을 왜 하지?≫ 등 200여종을 출간하고 있다.

교양서
교사를 대상으로 한 교양서를 발간하기 시작해 다양한 인문교양서 발간하고 있다. ≪신경림의 시인을 찾아서≫ ≪길에서 만난 세상≫ ≪책으로 크는 아이들≫ ≪삶을 키누는 옛이야기의 힘≫ ≪심리학 교실을 부탁해≫ 등 100여종을 출간하고 있다.

그림책
어린이들이 그림을 통해 생태적 감수성을 키우고, 질문을 할 수 있는 문제의식이 있는 그림책을 발간하고 있다.  ≪수많은 생명이 깃들어 사는 강≫ ≪엄청나고 신기한 풀숲≫ ≪처음 만나는 클래식≫ ≪음악동화 3종 시리즈≫ ≪누나와 남동생≫ ≪세상은 어떻게 생겼을까≫ ≪토사장과 초콜릿 공장≫ ≪완벽한 책을 찾아서≫ ≪이건 보통 책이 아니야≫ ≪군함도≫  ≪노란 리본≫  ≪통일 그림책 개구리≫ 등 40여종을 출간하고 있다.

어린이 교양서
생태 환경, 인권 등 올바른 시각을 갖고 성장할 사회성을 길러주는 교양 지식서를 발간하고 있다. ≪어린이가 지구를 구하는 50가지 방법≫ ≪우리 풀꽃 이야기≫ ≪우리를 잊지 마세요≫ ≪스스로 해봐 지구, 화학, 태양계≫ ≪자연과 함께 살아가는 이야기 1 황새≫ ≪자연과 함께 살아가는 이야기 2 다람쥐≫ ≪자연과 함께 살아가는 이야기 3 돌고래≫ ≪우리 신화 여행≫ ≪조국을 떠난 사람들≫ ≪판소리 소리판≫ 등 30여종을 출간하고 있다.

## 검둥소
2006년 평화 출판 브랜드로 출발했다. 인권, 평화, 생태 관련서를 기획해 주도적으로 만들기 위해 새로운 브랜드를 개발해 꾸준히 의미있는 책을 발간하고 있다. ≪똑똑똑 평화가 있어요≫ ≪눈사람을 구하라≫ 등 어린이 교양서와 ≪마을에서 희망을 만나다≫ 등 박원순의 마을 시리즈, ≪한홍구와 함께 걷다≫ 등 국내 진보적 학자, 예술가의 저서를 출간했으며 ≪설탕 세계를 바꾸다≫ ≪존엄≫ ≪우리가 공유하는 모든 것≫ ≪톡톡 이슬람≫ ≪열린공간박물관의탄생≫ ≪죽음이 삶에 안부를 묻다≫ 등 60여종을 출간하고 있다.

## 웹사이트
- 우리교육
- https://urikyoyuk.modoo.at/
- https://blog.naver.com/uriedu3142